# Park Narodowy Unzen-Amakusa
Park Narodowy Unzen-Amakusa (jap. 雲仙天草国立公園 Unzen-Amakusa Kokuritsu Kōen) to japoński park narodowy, który został utworzony 16 marca 1934 roku i obejmuje ochroną obszary zachodniej części wyspy Kiusiu, w prefekturach: Nagasaki, Kagoshima i Kumamoto.

Park, którego powierzchnia wynosi 282,89 km², składa się z kilku oddzielnych fragmentów. 
Większą część PN Unzen-Amakusa stanowi przybrzeżny archipelag Amakusa, a resztę zajmujący wnętrze półwyspu Shimabara, masyw wulkanu Unzen (Unzen-dake), jednego z najbardziej aktywnych w Japonii, osiągającego wysokość 1359 m n.p.m.

## Galeria

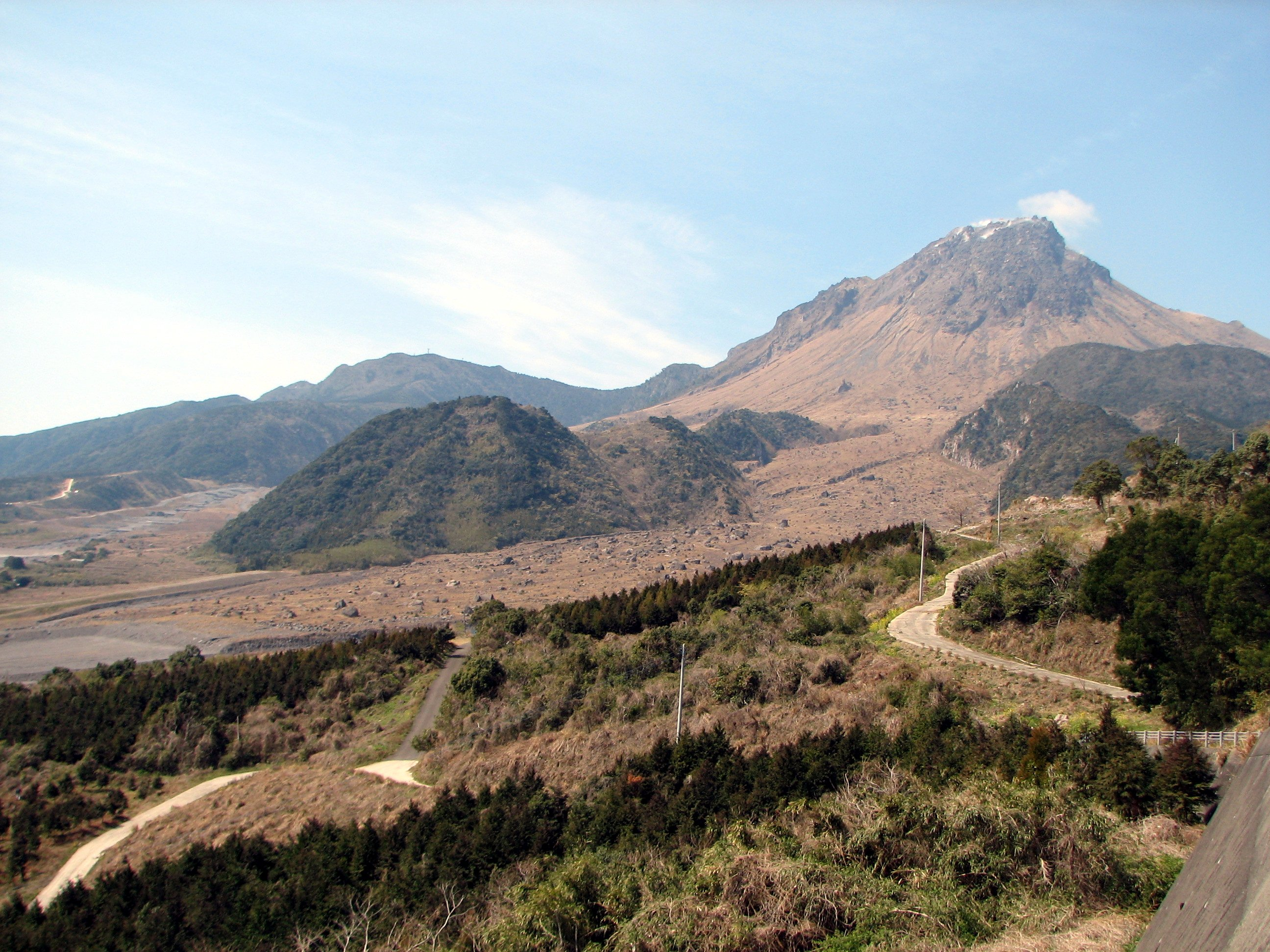
Masyw wulkanu Unzen
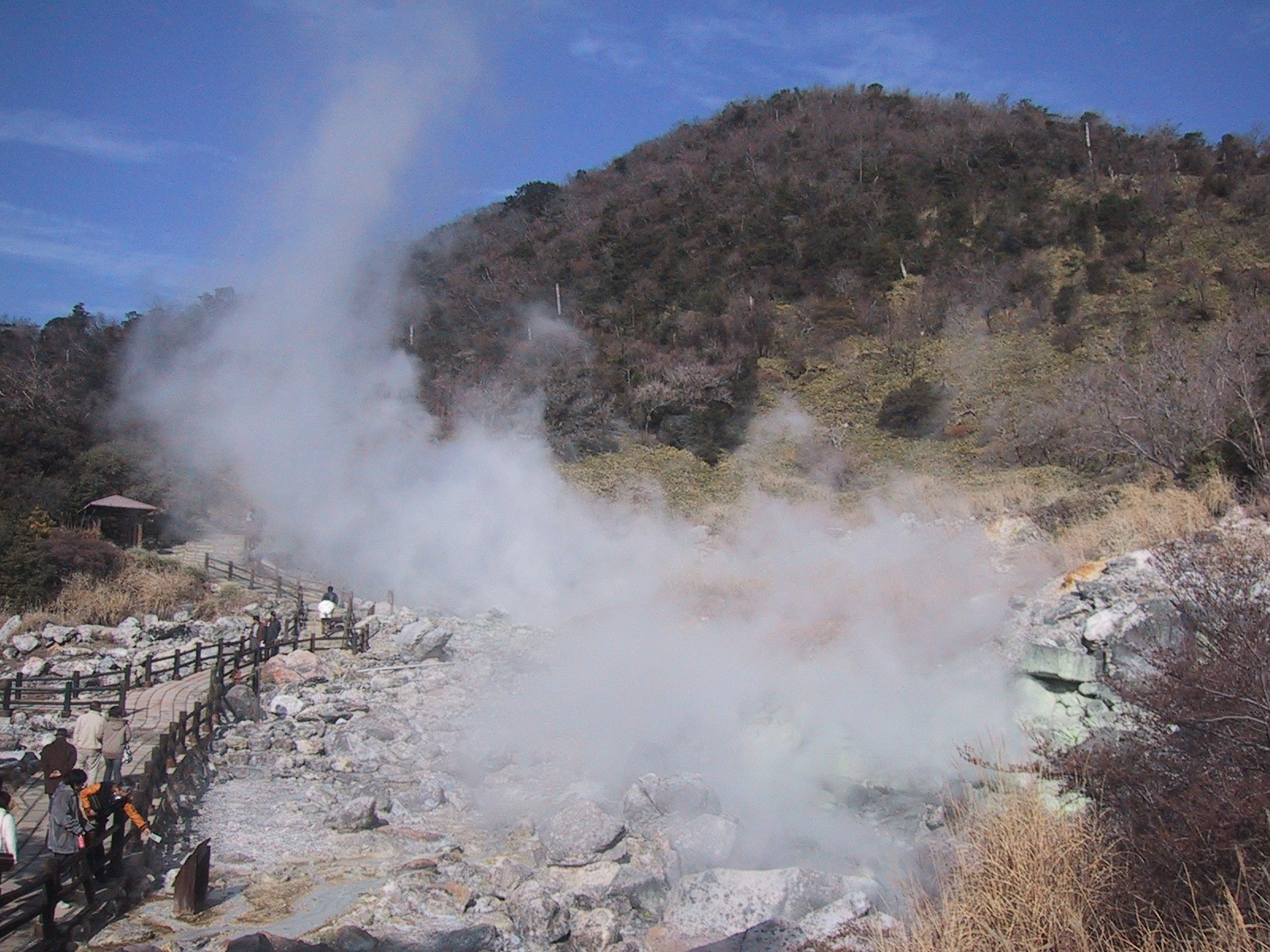
Wyziewy w masywie Unzen
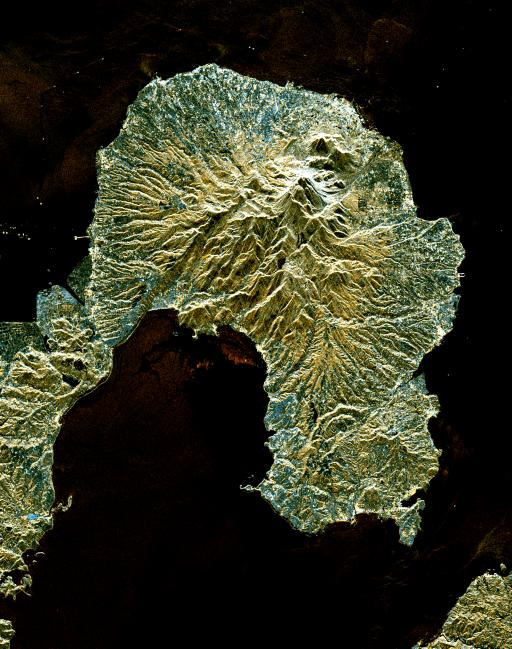
Unzen (zdjęcie satelitarne)
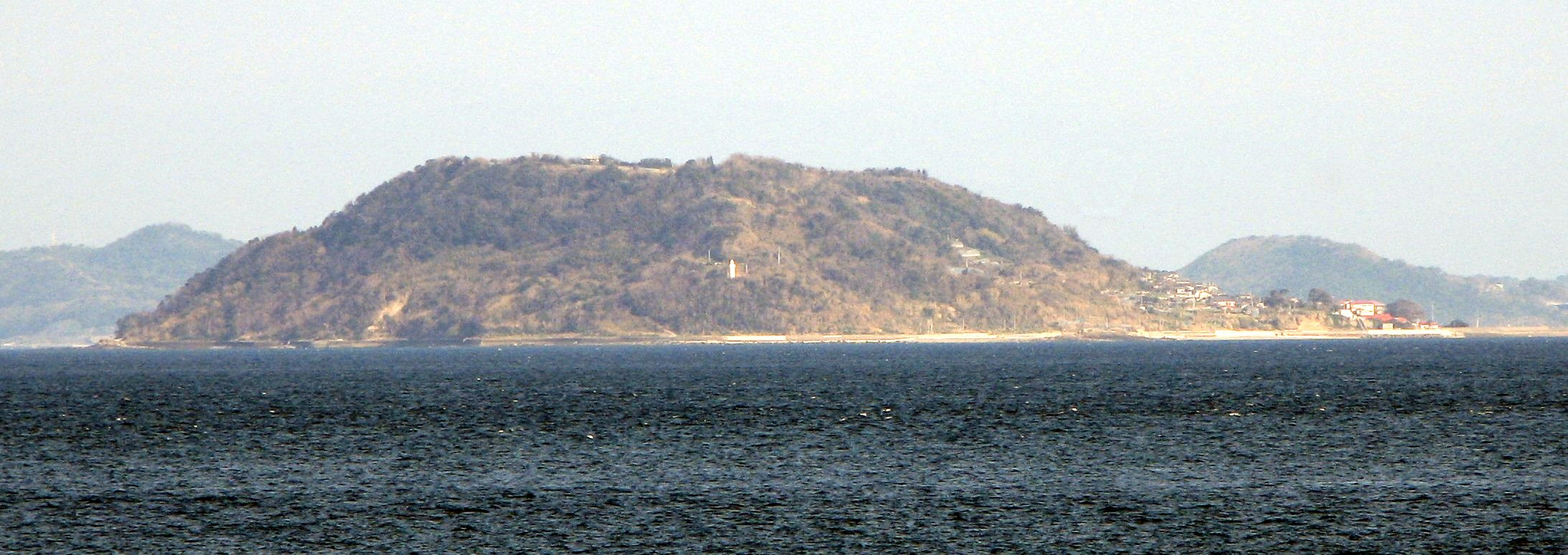
Wyspa Yushima, archipelag Amakusa
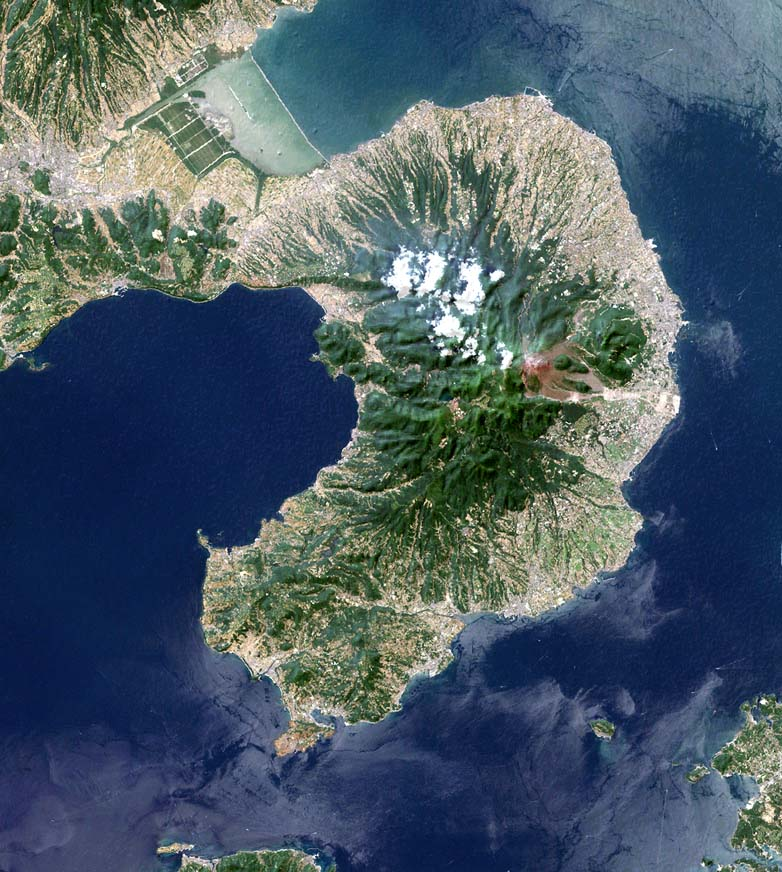
Półwysep Shimabara (zdjęcie satelitarne)